# Culture d'Unétice
La culture d'Unétice est une culture archéologique du début de l'Âge du bronze en Europe centrale (vers 2300 av. J.-C. – vers 1600 av. J.-C.). 
Le site éponyme de cette culture, le village d'Únětice, est situé dans le centre de la Tchéquie, au nord-ouest de Prague. Aujourd'hui, la culture d'Únětice est connue par environ 1 400 sites en Tchéquie et en Slovaquie, 550 sites en Pologne et environ 500 en Allemagne où elle s'étend jusqu'à la bordure orientale des montagnes du Harz. La culture Únětice est également connue dans le nord-est de l'Autriche (en association avec le groupe dit de Böheimkirchen) et dans l'ouest de l'Ukraine.

## Chronologie et caractéristiques
L'âge du bronze apparaît en Europe centrale avec la culture d'Unétice, parfois appelée improprement civilisation d'Unétice, vers 2300 av. J.-C. – 1600 av. J.-C. La ville éponyme d'Únětice est située au nord-ouest de Prague en Bohême (Tchéquie). En Bohême, la culture d'Unétice fait suite à la culture campaniforme et précède la culture des tumulus (Bronze moyen).
D'après la chronologie du Bronze ancien établie par Paul Reinecke, on distingue deux périodes : 
- A1 (2300-1950 av. J.-C.) : dagues ou poignards triangulaires, haches plates, plaques de protection en pierre (stone wrist-guards), pointes de flèches en silex.
- A2 (1950-1700 av. J.-C.) : dagues avec poignée métallique, haches avec flanc, hallebardes, épingles à tête ronde perforée, bracelets.

Les premières fouilles menées à Únětice (en allemand Aunjetitz) en 1879 révélèrent une nécropole à inhumations. Puis, on mit en évidence une culture étendue sur tout le territoire de l'actuelle Tchéquie, le centre et le Sud de l'Allemagne, le Nord de l'Autriche et l'Ouest de la Pologne, qui se caractérise par ses torques, ses haches de combat et ses épingles à vêtement en bronze, dont on a découvert des dépôts importants.

## Mode de vie
Les enquêtes comparatives sur les objets funéraires des tumulus princiers d'Allemagne centrale confirment que la culture matérielle d'Únětice incorpore les influences des deux cultures qui l'ont précédée, celle de la céramique cordée comme celle de la culture campaniforme.

### Travail du métal

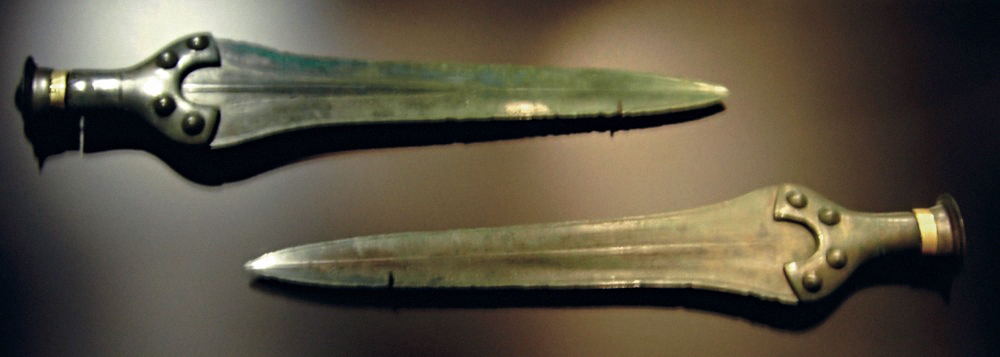
Épées retrouvées enterrées avec le disque de Nebra, vers 1600 av. notre ère

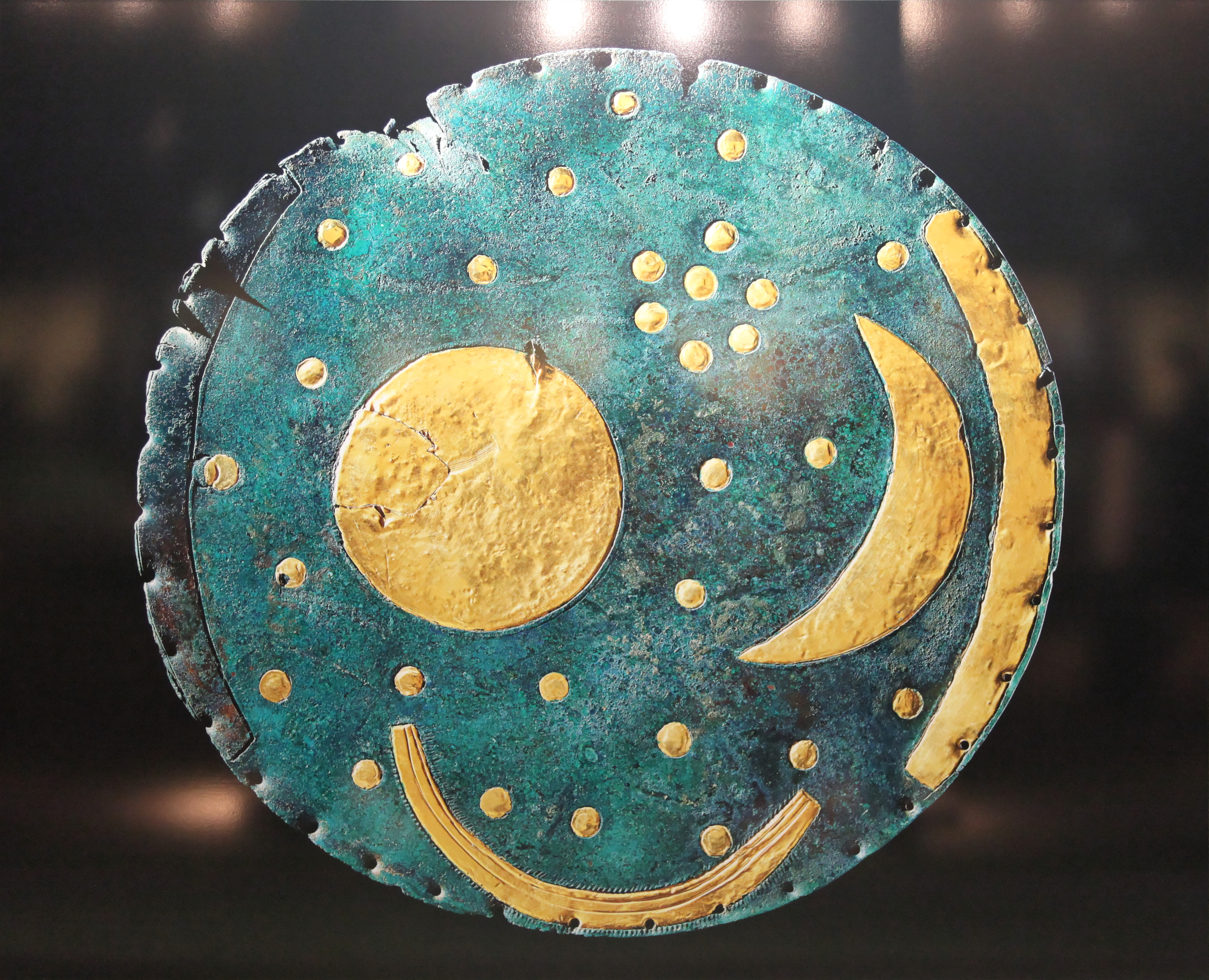
Disque de Nebra découvert en Saxe-Anhalt, âge du bronze ancien

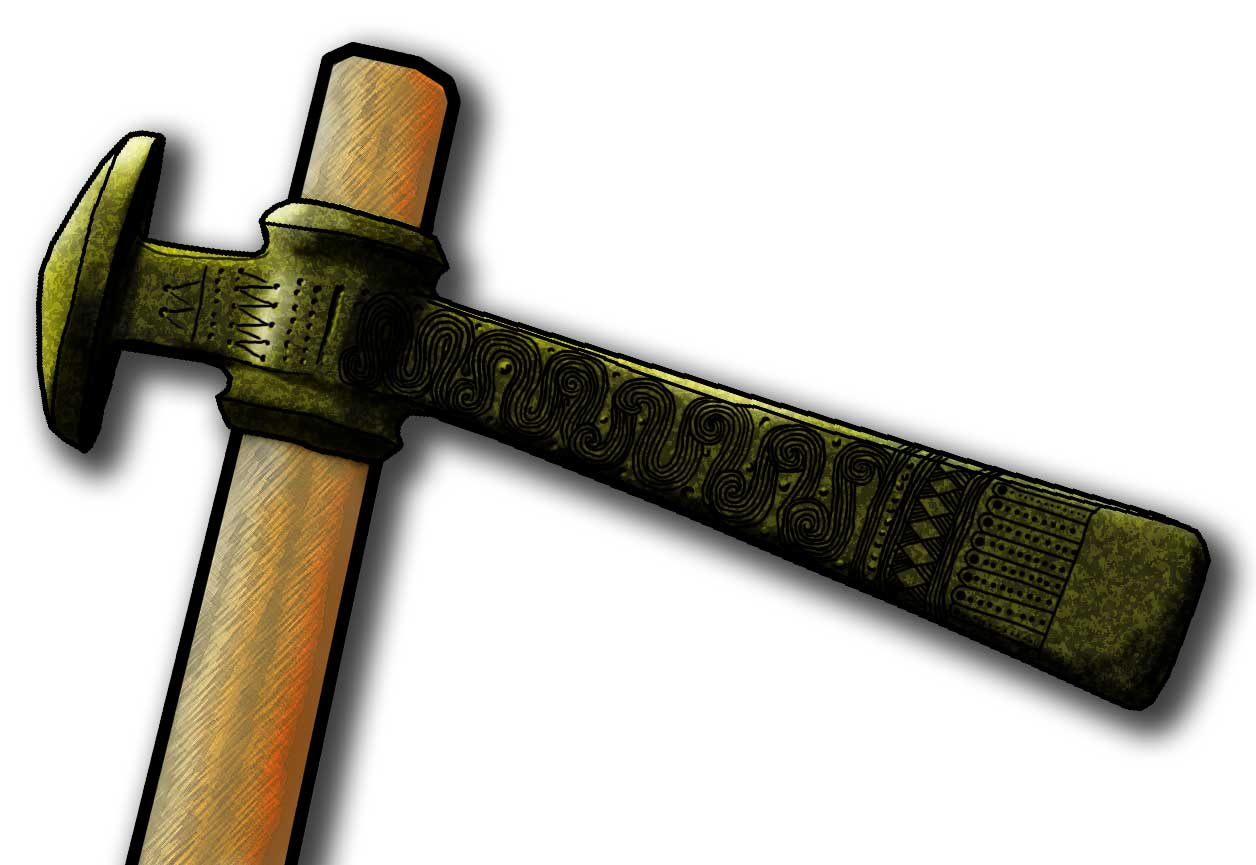
Hache-marteau de combat avec bouton opposé au tranchant typique du Bronze ancien (1800 av. J.-C. - 1500 av. J.-C.), propre à la culture d'Únětice. Elle est aussi appelée « Hache type Nestor » du fait de l'influence mycénienne.

La culture se distingue par ses objets métalliques caractéristiques, notamment des lingots, des haches plates, des dagues triangulaires plates, des bracelets à extrémités en spirale, des épingles à tête ronde perforée et des anneaux de boucles, répartis sur une grande partie de l'Europe centrale et au-delà.
Les lingots se trouvent dans des réserves pouvant contenir plus de six cents pièces. Les réserves de haches sont également courantes : le magot de Dieskau (Saxe) contenait 293 haches à brides. Ainsi, les haches pourraient également avoir servi de lingots. Après environ 2000 ans avant notre ère, cette tradition de thésaurisation s’est éteinte et n’a repris que pendant la période de la culture des champs d'urnes. Ces magots contenant principalement des bijoux sont typiques du groupe d'Adlerberg (de).
Les trouvailles archéologiques suggèrent que l'industrie métallurgique d'Únětice, bien que dynamique et innovante, visait à produire des armes et des ornements principalement comme symboles de statut pour des individus de rang élevé plutôt que pour un usage domestique généralisé ou pour l'équipement de forces de combat importantes, développement qui surviendra plus tard dans l'histoire européenne. Mais le cimetière Adlerberg de Hofheim am Taunus en Allemagne, contenait la sépulture d'un homme décédé des suites d'une flèche, la tête de flèche en pierre se trouvant toujours dans son bras.
Le célèbre disque céleste de Nebra est associé aux groupes d'Allemagne centrale de la culture Únětice.
Comparé aux groupes culturels environnants, où la transition vers l'âge du bronze est d'abord montrée par du cuivre martelé et ne se transforme que lentement en formes moulées, on trouve dans la culture d'Únětice très tôt des objets en cuivre coulé et en bronze arsénié, qui ont été progressivement remplacés par du bronze à base d'étain.

### Société
Selon une étude réalisée à partir des sépultures des cimetières de Leubingen (Thuringe), la structure de parenté des sociétés de la culture d'Unétice semble principalement patrilinéaire/virilocale, impliquant une exogamie féminine.

### Habitat
Généralement bâtis sur des collines, les villages de la culture d'Unétice sont entourés de palissades en bois. Les maisons, longues de 5 à 10 m, sont en bois et torchis, avec un plancher de bois ou un sol de terre battue. Parfois, les murs sont décorés d'un motif géométrique. Dans les plus grands ensembles, comme à Barca en Slovaquie, de véritables rues larges de 2,50 m séparent les maisons, qui ont parfois plusieurs pièces.
Les structures de logement les plus typiques sont connues en République tchèque. Les maisons ont été construites en bois, avec un toit à pignon, de plan rectangulaire avec une entrée du côté ouest. Les toits ont été construits en paille et autres matériaux végétaux similaires, offrant une isolation thermique et une protection contre la pluie. Comme le chaume était plus léger, la structure du toit nécessitait moins de bois. Le chaume est également un matériau polyvalent pour recouvrir les structures de toit irrégulières et il est naturellement imperméable. Les murs ont été construits à l'aide de la technique du torchis. Les murs, y compris ceux à l'intérieur des bâtiments, étaient probablement faits d'un treillis tissé de bandes de bois; les murs extérieurs ont ensuite été recouverts d'un matériau de construction composé d'un mélange d'argile, de sable, de bouses d'animaux et de paille. Une des maisons découvertes à Březno en République tchèque mesurait 24 mètres de long et environ 6,5 mètres de large.
Les fosses de stockage du type d'Unétice sont l'un des traits les plus caractéristiques associés aux habitats. Elles étaient situées sous les maisons et étaient profondes et spacieuses, avec un col cylindrique ou légèrement conique, des murs cintrés et un fond relativement plat. Ces fosses ont souvent servi de greniers.
La grande majorité des habitats se composaient de plusieurs maisons regroupées dans l'espace communal du village ou du hameau. De plus grands villages fortifiés, avec des remparts et des fortifications en bois, ont également été découverts, par exemple à Bruszczewo en Grande Pologne et à Radłowice en Silésie. Ces grands villages ont joué un rôle de centre politique local, voire de marché, facilitant la circulation des biens et des fournitures.
On a trouvé des établissements importants à Vráble-Fidvár et Nitriansky Hradok en Slovaquie et Leubingen (Thuringe) en Allemagne.

### Inhumations

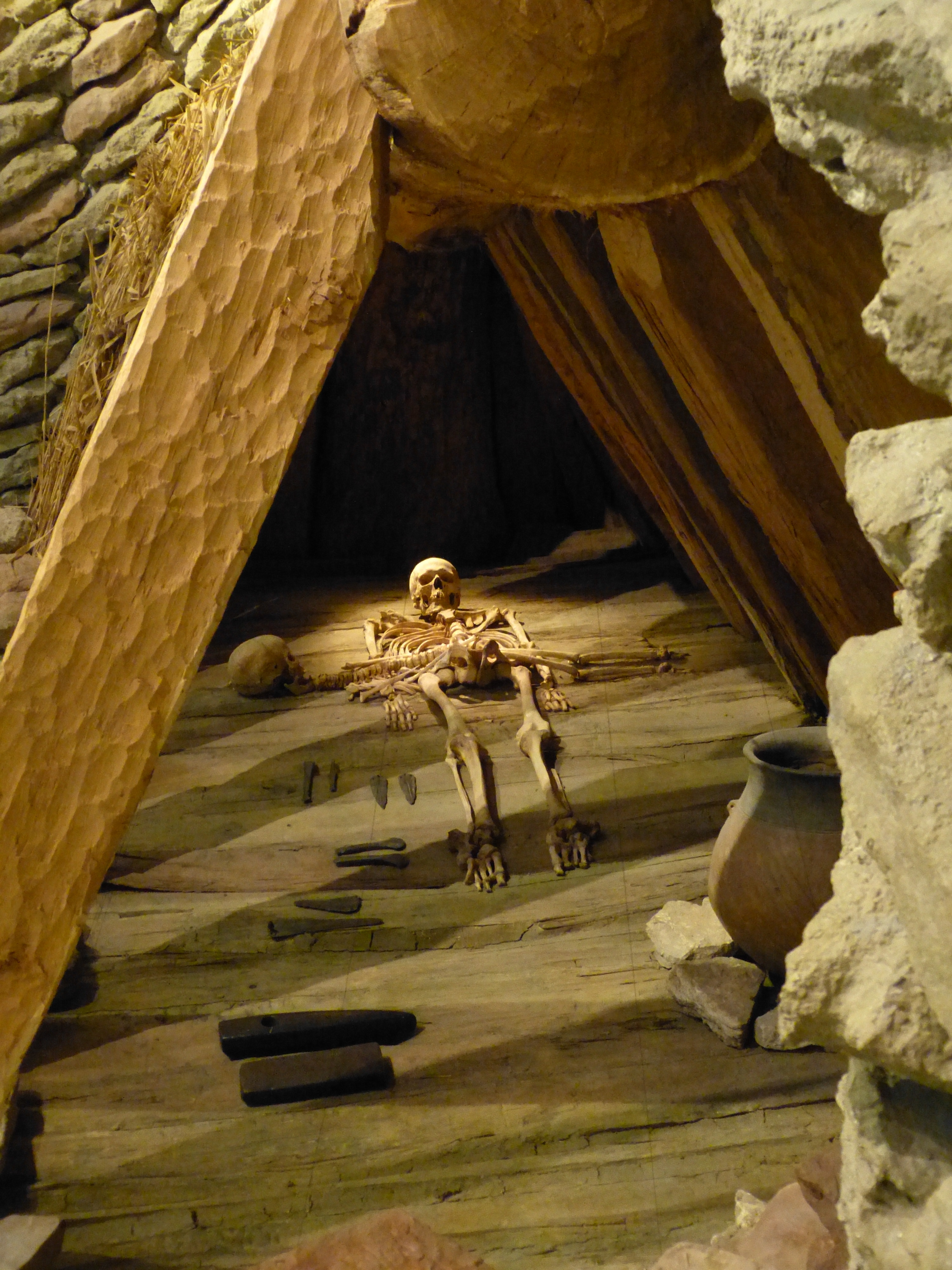
Reconstruction de la chambre funéraire de Leubingen

Dans les nécropoles, les corps sont en position contractée, le regard tourné vers l'Est, parfois accompagnés d'offrandes. Les marques de richesse ou de hiérarchie sociale sont rares, mais on trouve des sépultures doubles ou triples qui évoquent des « morts d'accompagnement ». D'autres modes funéraires font leur apparition, comme l'inhumation en jarre, sans doute d'origine anatolienne, en cercueils de bois ou encore les premiers tumulus. La trépanation est pratiquée.
Durant la phase classique (environ 1850–1750 av. J.-C.), le rite funéraire úněticien présente une grande uniformité, quel que soit le sexe ou l'âge du défunt. Les hommes et les femmes ont été enterrés dans la même position nord-sud. Les objets funéraires consistaient en récipients en céramique (généralement 1 à 5), en objets en bronze (bijoux et effets personnels, bagues, pinces à cheveux, épingles, etc.), objets en os (amulettes et outils, y compris des aiguilles), parfois des outils à silex (l'archer de Nowa Wieś Wrocławska, Kąty Wrocławskie, par exemple, était enterré avec des pointes de flèche en silex de couleur).
Les sépultures de cercueils de la culture d'Únětice peuvent être divisées en deux types, selon leur construction: des cercueils du type brancard et des cercueils du type canoë. Les cercueils étaient faits d'un seul bloc de bois. Przecławice, près de Wrocław, est l'exemple le plus remarquable d'un riche cimetière contenant de nombreuses inhumations. Les sépultures de cercueils apparaissent en Europe centrale au néolithique et sont bien connues des cultures campaniforme et de la céramique cordée en Moravie.
Monticules funéraires - tombes princières
À ce jour, plus de cinquante monticules funéraires úněticiens ont été découverts en Europe centrale ; la majorité des monuments ont été publiés dans la littérature archéologique, mais seulement environ 60 % de ces monuments a été fouillé selon les normes modernes. Certaines des tombes trouvées au début du XIXe siècle, telles que les nombreuses tombes du comté de Kościan en Pologne, ont été incorrectement identifiées, volées ou détruites.
La taille des tombes varie, la plus importante étant le monument associé au groupe koscien de la culture d'Únětice - le monticule funéraire n ° 4 à Łęki Małe (50 mètres de diamètre et de 5 à 6 mètres de hauteur aujourd'hui). Dans la phase classique, une « tombe princière » typique faisait environ 25 mètres de diamètre et 5 mètres de hauteur.

### Économie

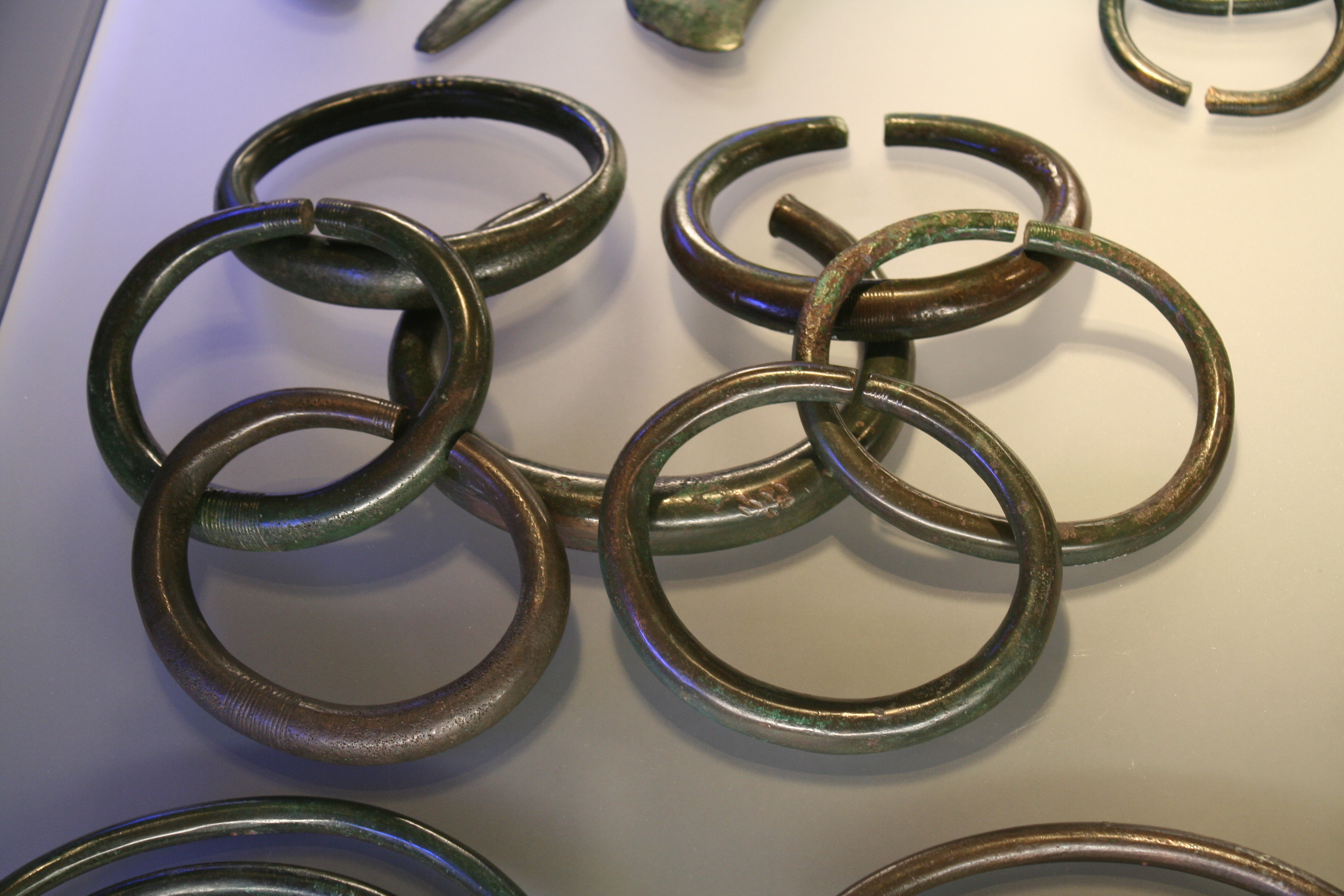
Bagues et lingots de la culture d'Unétice, Wauden, 2200-1700 av. J.-C.; Musée national d'archéologie de Chemnitz

Du point de vue économique, la culture d'Unétice est caractérisée par la pratique de l'élevage du mouton, du porc et du bœuf, ainsi que par la chasse du cerf et du sanglier. Le cheval domestique est présent, comme en témoignent de nombreux mors de bride. Pour l'agriculture, on travaille la terre à l'araire de bois, parfois avec un soc de pierre polie.
Des échanges sont attestés à travers toute l'Europe centrale avec l'exploitation des mines de cuivre de Slovaquie, d'étain de Bohême, d'or de Transylvanie et l'exportation de haches, poignards, bijoux. Exploitant les gisements d'étain des monts Métallifères, les porteurs de la culture d'Unétice ont largement exporté leurs productions dans les régions voisines, où elles ont parfois été imitées.

## Génétique
En 2018, le plus ancien exemplaire étudié de l'haplogroupe R1b-U106, un haplogroupe qui se trouve aujourd'hui principalement autour de la mer du Nord. provenait d'un site de la culture d'Unétice datant de 2200-1700 av. J.C. à Jinonice en République tchèque.
Les études archéogénétiques récentes ont montré que les individus associés à la culture de la céramique cordée et à la culture campaniforme ne se sont pas remplacés, mais ont connu un lent processus de fusion, ce qui a abouti au profil génétique des individus de la culture d'Únětice.
En Bohême, le début de la culture d'Unétice préclassique s'accompagne d'une contribution 40 % nucléaire et ≥ 80 % chromosomique Y provenant du nord-est de l'Europe et brisant les pratiques mortuaires différenciées selon le sexe et la stricte patrilinéité de la fin de la culture de la céramique cordée et de la culture campaniforme. Cette influence génétique du nord-est pourrait représenter le lien sous-jacent avec les pays baltes, la source ultime de l'ambre au début de l'âge du bronze en Bohême associée à la route de l'ambre émergente plus tard. L'étude génétique portant sur cette région semble montrer que l'origine de la culture d'Únětice a pu impliquer d'importants changements génétiques sur de courtes périodes de temps, probablement expliqués par des migrations.

## Le monde à l'époque de la culture d'Unétice

Le monde en 2000 av. J.-C., montrant l'extension de la Culture d'Unétice et ses contemporains.
Chasseurs-cueilleurs
Éleveurs nomades
Fermiers sédentaires
Villages, chefferies
États
Zones inhabitées
- La ligne rouge indique la limite des zones où été pratiqué le travail du bronze

- Chasseurs-cueilleurs
- Éleveurs nomades
- Fermiers sédentaires
- Villages, chefferies
- États
- Zones inhabitées